# Miral Samardžić
Miral Samardžić (n. 17 februarie 1987, Jesenice, Republica Socialistă Slovenia, RSF Iugoslavia) este un fotbalist aflat sub contract cu Sheriff.